# Orazio (Vorname)
Orazio ist ein männlicher Vorname. Er ist die italienische Variante des Namens Horatius oder Horaz, der vermutlich etruskischer Herkunft ist.

## Varianten
- Horacio
- Horatio (Vorname)

## Namensträger
- Orazio Alfani (1510–1583), italienischer Architekt und Maler
- Orazio Antinori (1811–1882), italienischer Zoologe und Forschungsreisender
- Orazio Benevoli (1605–1672), italienischer Kapellmeister und Komponist
- Orazio Borgianni (1575–1616), italienischer Maler und Grafiker
- Orazio Casparini (1676–1745), deutscher Orgelbauer, siehe Adam Horatio Casparini
- Orazio Cremona (* 1989), südafrikanischer Kugelstoßer
- Orazio De Ferrari (1606–1657), italienischer Maler
- Orazio Farnese (1531–1553), Herzog von Castro
- Orazio Farnese (General) (1636–1656), venezianischer General
- Orazio Ferraro (auch Orazio da Giuliana; 1561–1643), sizilianischer Maler und Stuckateur
- Orazio Gaigher (1870–1938), österreichisch-italienischer Maler
- Orazio Gentileschi (1563–1639), italienischer Maler
- Orazio Giustiniani (1580–1649), italienischer Kardinal
- Orazio Grassi (1583–1654), italienischer Mathematiker, Astronom und Architekt
- Orazio Lancellotti (1571–1620), italienischer Kardinal
- Orazio Maffei (1580–1609), italienischer Geistlicher, Erzbischof von Chieti und Kardinal
- Orazio Mariani (1915–1981), italienischer Leichtathlet
- Orazio Marinali (1643–1720), italienischer Bildhauer
- Orazio Mattei (Bischof) (1574–1622),  italienischer Geistlicher, Bischof von Gerace
- Orazio Mattei (Kardinal) (1621–1688), italienischer Kardinal
- Orazio Francesco Piazza (* 1953), italienischer Geistlicher, Bischof von Viterbo
- Orazio Satta Puliga (1910–1974), italienischer Ingenieur
- Orazio Samacchini (1532–1577), italienischer Holzbildhauer, Maler und Kupferstecher
- Orazio Schillaci (* 1966), italienischer Nuklearmediziner, Hochschullehrer und Politiker
- Orazio Spinola (um 1547–1616), italienischer Geistlicher
- Orazio Svelto (* 1936), italienischer Physiker
- Orazio Tedone (1870–1922), italienischer Mathematiker und Physiker
- Orazio Torsellini (1545–1599), italienischer Gelehrter und Schriftsteller
- Orazio Vecchi (1550–1605), italienischer Kapellmeister und Komponist
- Orazio Zambelletti (* 1973), italienisch-deutscher Regisseur und Schauspieler